# Yuripopovina
Yuripopovina – wymarły rodzaj pluskwiaków z podrzędu różnoskrzydłych, jedyny z monotypowej rodziny Yuripopovinidae, obejmujący tylko jeden znany gatunek: Y. magnifica. Żył w kredzie wczesnej na terenie współczesnej Azji Zachodniej.

## Taksonomia
Rodzaj i gatunek typowy opisane zostały po raz pierwszy w 2011 roku przez Dany’ego Azara, André Nela, Michaela S. Engela, Romaina Garrouste i Armanda Matocqa na łamach „Polskiego Pisma Entomologicznego”. Opisu dokonano na podstawie inkluzji pojedynczej samicy w bursztynie libańskim, odnalezionej we wsi Burajdż w dystrykcie Kada Zahla w muhafazie Bekaa. Inkluzję tę datuje się na późny barrem lub wczesny apt w kredzie. Holotyp zdeponowano w Muzeum Historii Naturalnej w Paryżu.
Nazwę rodzajową nadano na cześć hemipterologa, Jurija Aleksandrowicza Popowa. Epitet gatunkowy magnifica oznacza po łacinie „wspaniała” i odnosi się do jakości, w jakiej zachowana jest inkluzja.
Autorzy opisu umieścili ten takson w nowej, monotypowej rodzinie Yuripopovinidae w obrębie nadrodziny Coreoidea.

## Morfologia
Pluskwiak o ciele długości 4,84 i szerokości 1,37 mm. Głowa zaopatrzona była w wyłupiaste, kuliste oczy złożone oraz dwa umieszczone na wyraźnie wyniesionym wzgórku przyoczka. Odległość między oczami była mniejsza niż szerokość przedniej krawędzi tarczki. Nieuzbrojony, na szczycie kulistawy nadustek wykraczał ku przodowi poza również nieuzbrojone płytki szczękowe (jugae). Policzki (bukule) nie sięgały ku tyłowi poza nasady czułków. Wydatne czoło porośnięte było szczecinkami. Czułki budowały cztery człony, z których pierwszy był najgrubszy. Czteroczłonowa kłujka sięgała w spoczynku poza panewki bioder środkowej pary odnóży. Przedplecze było szersze niż dłuższe, niemal trapezowate, o wyraźnie wykształconej obrączce apikalnej i nabrzmiałym tylnym płacie. Tarczka miała silnie wyniesione żeberka brzeżne, przechodzące na szczycie w bocznie ściśnięty płat. Półpokrywy sięgały szczytu odwłoka i miały przykrywki z trzema pozbawionymi szeregów kolców żyłkami podłużnymi oraz zakrywki z ponad pięcioma rozdzielającymi się żyłkami. Ujścia gruczołów zapachowych zatułowia miały duże i wyraźne uszka. Odnóża miały wrzecionowate golenie i trójczłonowe stopy zwieńczone pazurkami i dużymi, poduszeczkowatymi przylgami. Odwłok miał sternity od trzeciego do piątego zlane, ale z granicami zaznaczonymi przez zakrzywione, podłużne wklęśnięcia. Trichobotrii na sternitach trzecim i czwartym było po cztery, a na sternitach od piątego do ósmego po trzy. Genitalia samicy cechowało lancetowate pokładełko.